# Brereton cum Smethwick
Brereton cum Smethwick var en civil parish fram till 1936 då den blev en del av Brereton, i grevskapet Cheshire, i England. Civil parish var belägen 9 km från Congleton och hade 469 invånare år 1931.